# Юридическое образование
Юридическое образование — совокупность знаний о государстве, управлении, праве, наличие которых даёт основание для профессионального занятия юридической деятельностью.
В России юридическое образование включает в себя среднее и высшее образование.
Юридическое образование можно получить на юридических факультетах (сокращённо в народе — юрфак) институтов, университетах, академиях, а также в техникумах и колледжах (среднее профессиональное образование).

## Юридическое образование в России

### Юридическое образование в России до 2010 года
После распада СССР Российская Федерация унаследовала советскую систему высшего юридического образования, в соответствии с которой подготовка обучающихся на юридических факультетах в высших учебных заведениях страны велась по пятилетней программе обучения. С момента распада СССР и до 2010 года — «Юриспруденция», была специальностью, выпускнику успешно завершившему обучение присваивалась квалификация «Юрист». Подготовка студентов-юристов велась в соответствии с Государственным образовательным стандартом высшего профессионального образования по специальности: шифр 030501 — «Юриспруденция», квалификация «Юрист». Подготовка юристов-специалистов велась в духе советской высшей школы. Первый курс студенты изучали общеобразовательные дисциплины с сочетанием таких профильных дисциплин, как: теория государства и права, история права России и зарубежных стран, правоохранительные органы. На втором и последующих курсах студенты приступали к изучению широкого круга правовых наук, таких как:
- римское право, историю политических и правовых учений, конституционное право; конституционное право зарубежных стран;
- отрасли национальной системы права — административное право, гражданское право, налоговое право, земельное право, трудовое право, финансовое право, уголовное право, гражданский процесс, уголовный процесс и т. д.
- отрасли международного права — международное публичное право, международное частное право.

В соответствии с ГОС ВПО 030501 «Юриспруденция», при подготовке студентов-юристов были предусмотрены три формы обучения: очная (дневная), очно-заочная (вечерняя) и заочная. Вне зависимости от формы обучения все студенты проходили учебную, производственную и преддипломную практику в профильных органах и учреждениях.
На завершающих курсах обучения начиналась специализация студентов-юристов. На выбор студентов были представлены следующие специализации: государственно-правовая, гражданско-правовая, уголовно-правовая, международно-правовая и т. п. После выбора студентами специализации, начиналось преподавание дисциплин специального курса.
Например, студентам-юристам гражданско-правовой специализации преподавался следующий блок гражданско-правовых дисциплин:
- Актуальные проблемы права собственности, актуальные проблемы гражданского и гражданского процессуального права, трудовые споры, защита трудовых прав.
- Процессуально-правовые особенности рассмотрения обязательственных споров, судебные экспертизы по гражданским делам, исполнительное производство.
- Процессуальные особенности рассмотрения отдельных категорий гражданских дел, доказывание и доказательства в гражданском судопроизводстве, Теория и практика государственных и муниципальных закупок.

После успешного освоения курса дисциплин, предусмотренных учебных планом и прохождения преддипломной практики, студенты-юристы допускались к процедуре государственной итоговой аттестации и приступали к подготовке к сдаче и самой сдаче государственного экзамена по специальности и написанию и защите выпускной квалификационной работы. После успешного прохождения процедуры государственной итоговой аттестации, выпускникам-юристам выдавался диплом о высшем профессиональном образовании по специальности 030501 «Юриспруденция» с квалификацией «Юрист».

### Юридическое образование в России после 2010 года

#### Уровень образования — бакалавриат
В настоящее время подготовка юристов ведется в соответствии с требованиями федеральных государственных образовательных стандартов высшего образования третьего поколения, в которых закреплена двухуровневая модель обучения, согласно Болонским соглашениям: бакалавриат и магистратура.
Болонская модель образования отличается от отечественной тем, что разделена на два этапа обучения: бакалавриат (4 года) и магистратуру (2 года). При очно-заочной и заочной форме обучения по программам бакалавриата возможна различная вариация сроков обучения в зависимости от условий поступления. Ещё одним отличием европейской системы от отечественной, является то, что по окончании обучения выпускнику присваивается квалификация (степень) «бакалавр» или «магистр» без увязки с будущей профессиональной деятельностью. «Юриспруденция» перестала быть специальностью и стала называться направлением подготовки.
С 2020 года в Российской Федерации, подготовка студентов-юристов ведется по федеральному государственному образовательному стандарту высшего образования третьего поколения — уровня бакалавриат по направлению подготовки 40.03.01 «Юриспруденция», утвержденный приказом Минобрнауки России № 1011 от 13 августа 2020 года.
В соответствии с которым, подготовка студентов по направлению подготовки «Юриспруденция» ведется в очной (дневной), очно-заочной (вечерней), заочной, а также допускается электронное обучение и применение дистанционных образовательных технологий. Срок освоения программы бакалавриата по очной форме составляет 4 года. При получении высшего образования по направлению подготовки 40.03.01 «Юриспруденция» в очно-заочной, а также заочной формах срок обучения увеличивается не меньше, чем на 6 месяцев и не больше, чем 1 год по сравнению со сроком освоения программы бакалавриата в очной форме.
В целом подготовка студентов-юристов по программе бакалавриата 40.03.01 «Юриспруденция», унаследовала структуру подготовки специалистов по специальности 030501 «Юриспруденция». Студенты бакалавры, как и в своё время студенты специалисты на первом курсе обучения изучают общеобразовательные дисциплины с сочетанием профильных, например: теория государства и права, история права России и зарубежных стран, правоохранительные органы, юридическая логика, римское право и др. На втором и последующих курсах студенты приступали к изучению широкого круга правовых наук, таких как:
- конституционное право, конституционное право зарубежных стран, таможенное право, муниципальное право, прокурорский надзор.
- отрасли материального права: административное право, гражданское право, налоговое право, земельное право, трудовое право, финансовое право, уголовное право, международное публичное право, международное частное право.
- отрасли процессуального права: арбитражный процесс, административное судопроизводство, гражданский процесс, уголовный процесс.

В соответствии с учебным планом студенты-юристы вне зависимости от формы обучения проходят учебную, производственную и преддипломную практику в профильных органах и учреждениях.
На завершающих курсах обучения начинается профилизация студентов-юристов. На выбор студентов были представлены следующие направленности: государственно-правовая, гражданско-правовая, уголовно-правовая, международно-правовая и т. п. После выбора студентами направленности, начинается преподавание дисциплин специального курса.
Например, бакалаврам-юристам уголовно-правовой специализации Кубанского ГАУ, преподается следующий блок уголовно-правовых дисциплин:
- Уголовно-исполнительное право, Особенности производства по отдельным категориям уголовных дел, практикум по расследованию преступлений и судебному разбирательству уголовных дел.
- Информационные технологии в уголовном судопроизводстве, Правовые основы оперативно-розыскной деятельности, процессуальный статус участников уголовного судопроизводства.
- Организация расследования преступлений, расследование убийств, Обвинение и защита в уголовном процессе, научные основы квалификации преступлений[2].

После успешного освоения курса дисциплин, предусмотренных учебных планом и прохождения преддипломной практики, бакалавры-юристы допускаются к процедуре государственной итоговой аттестации и приступают к подготовке к сдаче и самой сдаче государственного экзамена по направлению подготовки и написанию и защите выпускной квалификационной работы. После успешного прохождения процедуры государственной итоговой аттестации, бакалаврам-юристам выдается диплом о высшем образовании по направлению подготовки 40.03.01 "Юриспруденция " с квалификацией (степенью) «Бакалавр».
Перечень профессий среднего профессионального образования
- 40.02.01 Право и организация социального обеспечения (Квалификация «Юрист»).
- 40.02.02 Правоохранительная деятельность (Квалификация «Юрист»).
- 40.02.03 Право и судебное администрирование (Квалификация «Специалист по судебному администрированию»).

Перечень специальностей подготовки и направлений высшего образования
Перечень направлений подготовки высшего образования — бакалавриата:
- 40.03.01 Юриспруденция (Квалификация «Бакалавр»).

Перечень направлений подготовки высшего образования — магистратуры:
- 40.04.01 Юриспруденция (Квалификация «Магистр»).

Перечень направлений подготовки высшего образования — направлений подготовки научно-педагогических кадров в аспирантуре:
- 40.06.01 Юриспруденция (Квалификация «Исследователь», «Преподаватель-исследователь»).

Перечень специальностей высшего образования — специалитета:
- 40.05.01 Правовое обеспечение национальной безопасности (Квалификация «Юрист»).
- 40.05.02 Правоохранительная деятельность (Квалификация «Юрист»).
- 40.05.03 Судебная экспертиза (Квалификация «Судебный эксперт»).
- 40.05.04 Судебная и прокурорская деятельность (Квалификация «Юрист»)[8].

### Учебный процесс
Учебный процесс построен так, чтобы подготовить юриста широкого профиля, которого можно использовать на любой должности, требующей юридического образования, и вместе с тем имеющего глубокие знания по определённой области юридической деятельности. Поэтому все студенты изучают, наряду с социально-экономическими, гуманитарными и общеобразовательными дисциплинами, широкий круг правовых наук:
- общую теорию государства и права, историю политических и правовых учений;
- применительно к России и зарубежным странам — историю государства и права, конституционное право;
- отрасли международного права — международное публичное право, международное частное право.
- отрасли национальной системы права — административное право, гражданское право, налоговое право, земельное право, трудовое право, финансовое право, уголовное право, гражданский процесс, уголовный процесс и т. д.
- а также римское право, криминологию, судоустройство, международное публичное и частное право и др.

На последних курсах обучения преподаётся дополнительный цикл специальных предметов, происходит специализация студентов-юристов по профилям: гражданско-правовой, государственно-правовой, уголовно-правовой, международно-правовой и т. п., когда учебные предметы в зависимости от профиля разнятся.
Кроме того, студенты-очники проходят производственную практику.
Организация юридического образования в России, в целом, наследует советскую систему подготовки юристов.
В России существует проблема перепроизводства юристов.

## Юридическое образование в США
Все юристы США, несмотря на разные специальности, статус и доходы, принадлежат к одной профессии и формально имеют одну и ту же базовую квалификацию, образование и подготовку. Все они состоят членами коллегии (официальной организации юристов) одного или нескольких из 50 штатов США. Практически все учились на юридическом факультете какого-либо вуза.
Вступление юриста в профессию контролируется ассоциациями юристов, судами штатов и юридическими факультетами высших учебных заведений. Сейчас практически все штаты обязывают будущего юриста окончить четырехлетний колледж, затем трехлетний юридический факультет, аккредитованный ABA (Американской ассоциацией юристов) и сдать экзамен на право заниматься адвокатской практикой.